# Distretto di Mollepampa
Il distretto di Mollepampa è uno dei dodici distretti della  provincia di Castrovirreyna, in Perù. Si trova nella regione di Huancavelica.